# トーマス・H・インス
トーマス・ハーパー・インス（Thomas Harper Ince、1882年11月16日 - 1924年11月19日）は、アメリカ合衆国のサイレント映画期のプロデューサー、映画監督、脚本家、俳優。「ウエスタンの父」として知られ、生涯で800本以上の映画を製作した。

## 概要
インスは、ハリウッドで初めてメジャーのスタジオ施設を作ったことと、映画製作の工程にライン生産方式を導入したことによって、映画産業に革命を起こした。ロサンゼルスのパシフィック・パリセーズに「インスヴィル（Inceville）」と呼ばれる自身のスタジオを持った。さらに映画におけるプロデューサーの役割を大きくした。早川雪洲を発掘したことでも知られる。
脚本を書いた『The Italian』（1915年）、プロデュースを務めた『Hell's Hinges』（1915年）、監督を務めた『シヴィリゼーション』（1916年）の3本はアメリカ国立フィルム登録簿に保存されている。後にD・W・グリフィス、マック・セネットとトライアングル・フィルム・コーポレーションに参加した。
トライアングルから離れた後、トライアングルのスタジオのあった場所（現在そこはソニー・ピクチャーズ・スタジオになっている）から1マイル離れたところに新スタジオを建設した（現在のカルバー・スタジオ） 。

## 主な作品
- 二挺拳銃
- シヴィリゼーション
- 呪の焔
- ツェッペリン最後の侵入

## ポピュラーカルチャーにおいて
大富豪ウィリアム・ランドルフ・ハースト主催の豪華船上パーティの最中に、心臓発作で急死した。これを、ハーストに殺されたにもかかわらずその事実が隠蔽された、との噂が立てられた。この噂に基づいた映画『ブロンドと柩の謎』（2001年）が作られている。

## 日本語訳のある伝記など
- ハリウッド・バビロン（ケネス・アンガー著、明石三世訳、2011年、パルコ出版、ISBN 978-4891948818）
- 〈喜劇映画〉を発明した男　帝王マック・セネット、自らを語る（マック・セネット著、石野たき子訳／新野敏也監訳、2014年、作品社 ISBN 4861824729）